# Proteostrenia lachrymosa
Proteostrenia lachrymosa är en fjärilsart som beskrevs av Butler 1881. Proteostrenia lachrymosa ingår i släktet Proteostrenia och familjen mätare. Inga underarter finns listade i Catalogue of Life.